# Big Stakes
Big Stakes er en amerikansk stumfilm fra 1922 af Clifford S. Elfelt.

## Medvirkende
- J.B. Warner som Jim Gregory
- Elinor Fair som Señorita Mercedes Aloyez
- Les Bates som Bully Brand
- Willie Mae Carson som Mary Moore
- Hilliard Karr som Sidekick Skinny Fargo
- R. Henry Grey som El Capitán Montoya
- Ethelbert Knott som Pascal
- Louise Emmons som Mercedes Duena